# كارلستون هاريس
كارلستون ليندسي هاريس (بالإنجليزية: Carlston Lindsay Harris؛ مواليد 9 يوليو 1987) هو مقاتل فنون القتال المختلطة غوياني. يُنافس في وزن الوسط في يو إف سي.

## وصلات خارجية
- كارلستون هاريس على موقع يو إف سي (الإنجليزية)
- كارلستون هاريس على موقع شيردوغ (الإنجليزية)
- كارلستون هاريس على موقع Tapology.com (الإنجليزية)